# Glassboy
Glassboy is een Italiaanse dramafilm uit 2020 geschreven en geregisseerd door Samuele Rossi.

## Verhaal
Pino heeft hemofilie en moet gedwongen binnen blijven. Het liefst gaat hij naar buiten naar zijn leeftijdsgenoten die op straat spelen, maar dat mag hij niet. Het lukt hem vrienden te maken met de kinderen. Alleen zijn oma ziet dat niet zitten. Als zijn ouders hem naar een echte school laten gaan, besluit zijn oma om hem te ontvoeren en over te brengen naar een kliniek in Zweden voor een speciale behandeling voor zijn ziekte. Maar zijn vrienden zijn van plan een stokje te steken voor dit plan.

## Rolverdeling
| Acteur                         | Personage          | Opmerkingen      |
| ------------------------------ | ------------------ | ---------------- |
| Andrea Arru                    | Pino               |                  |
| Rosa Barbolini                 | Mavi               | vriend Pino      |
| Mia Pomelari                   | Mei Ming           | vriend Pino      |
| Gabriel Mannozzi De Cristofaro | Domenico           | vriend Pino      |
| Stefano Trapuzzano             | Ciccio             | vriend Pino      |
| Luca Cagnetta                  | Gianni             |                  |
| Stefano Di Via                 | Compare 1          |                  |
| Emanuele De Paolis             | Compare 2          |                  |
| Loretta Goggi                  | Nonna Helena       | oma              |
| Giorgia Wurth                  | Elisa              | mama Pino        |
| Massimo De Lorenzo             | Fidenzio           | privéleraar Pino |
| David Paryla                   | Giorgio            | papa Pino        |
| Giorgio Colangeli              | Dottor Emo         |                  |
| Pascal Ulli                    | Padre di Mavi      |                  |
| Pino Torcasio                  | Capo della polizia |                  |
| Ada Roncone                    | Giornalista TV     |                  |
| Claudia Graf                   | Governanto         |                  |
| Giuseppina Facco               | Maestra            |                  |
| Enzo de Liguoro                | Prosido            |                  |
| Michele Paisan                 | Padre Ciccio       |                  |
| Nadine Casale Santa            | Madre Ciccio       |                  |
| Massimiliano Barbolini         | Padre Mei Ming     |                  |
| Boldyreca Badma Davidovna      | Madre Mei Ming     |                  |
| Ilenia de Cristofaro           | Madre Domenico     |                  |
| Roberto Arru                   | Padre Domenico     |                  |

## Release
Glassboy ging op 13 november 2020 in wereldpremière op het Tallinn Black Nights Film Festival. De film was vanaf 1 februari 2021 online beschikbaar via Sky Primafila, Google Play, Infinity, Apple TV+, Chili, Rakuten TV, The Film Club en IorestoinSALA.